# Grands Prix automobiles de la saison 1929
Champion du monde des constructeurs AIACR
Non attribué
1928 1930
La saison de Grands Prix automobiles 1929 est dominée par les constructeurs italien Alfa Romeo et français Bugatti. Le règlement requérant au moins trois courses dans le championnat, le titre de Champion du monde des manufacturiers ne fut pas attribué.

## Grands Prix de la saison

### Grands Prix du championnat
| Grand Prix          | Circuit | Date    | Pilote vainqueur        | Constructeur vainqueur | Résultats |
| ------------------- | ------- | ------- | ----------------------- | ---------------------- | --------- |
| Grand Prix de l’ACF | Le Mans | 30 juin | William Grover-Williams | Bugatti                | Résultats |

### Autres Grands Prix
| Grand Prix                    | Circuit        | Date         | Pilote vainqueur        | Constructeur vainqueur | Résultats |
| ----------------------------- | -------------- | ------------ | ----------------------- | ---------------------- | --------- |
| Grand Prix d'Australie        | Phillip Island | 18 mars      | Arthur Turdich          | Bugatti                | Résultats |
| Grand Prix de Tripoli         | Tripoli        | 24 mars      | Gastone Brilli-Peri     | Talbot                 | Résultats |
| Grand Prix d'Antibes          | La Garoupe     | 1er avril    | Mario Lepori            | Bugatti                | Résultats |
| Circuit de la Riviera         | Cannes         | 7 avril      | Edward Bret             | Bugatti                | Résultats |
| Grand Prix d'Algérie          | Staoueli       | 7 avril      | Marcel Lehoux           | Bugatti                | Résultats |
| Grand Prix de Monaco          | Monaco         | 14 avril     | William Grover-Williams | Bugatti                | Résultats |
| Circuito di Alessandria       | Bordino        | 21 avril     | Achille Varzi           | Alfa Romeo             | Résultats |
| Coppa Florio                  | Madonies       | 5 mai        | Albert Divo             | Bugatti                | Résultats |
| Targa Florio                  | Madonies       | 5 mai        | Albert Divo             | Bugatti                | Résultats |
| Grand Prix de Bourgogne       | Dijon          | 9 mai        | "Georges Philippe"      | Bugatti                | Résultats |
| Grand Prix des Frontières     | Chimay         | 19 mai       | Goffredo Zehender       | Alfa Romeo             | Résultats |
| Grand Prix de Rome            | Tre Fontane    | 26 mai       | Achille Varzi           | Alfa Romeo             | Résultats |
| 500 miles d’Indianapolis      | Indianapolis   | 30 mai       | Ray Keech               | Simplex PR-Miller      | Résultats |
| Circuito del Pozzo            | Vérone         | 2 juin       | Giovanni Alloatti       | Bugatti                | Résultats |
| Circuito stradale del Mugello | Mugello        | 9 juin       | Gastone Brilli-Peri     | Talbot                 | Résultats |
| Grand Prix de Picardie        | Péronne        | 9 juin       | Henri Auber             | Bugatti                | Résultats |
| Grand Prix de Lyon            | Quincieux      | 16 juin      | Hans Simons             | Bugatti                | Résultats |
| Circuit de Thuin              | Thuin          | 23 juin      | Freddy Charlier         | Bugatti                | Résultats |
| Grand Prix Bugatti            | Le Mans        | juin         | Juan Zanelli            | Bugatti                | Résultats |
| Grand Prix de la Marne        | Reims          | 7 juillet    | Philippe Étancelin      | Bugatti                | Résultats |
| Grand Prix de Dieppe          | Dieppe         | 7 juillet    | René Dreyfus            | Bugatti                | Résultats |
| Circuito Camaiore             | Camaiore       | 7 juillet    | Renato Balestrero       | Bugatti                | Résultats |
| Grand Prix d'Irlande          | Dublin         | 13 juillet   | Boris Ivanowski         | Alfa Romeo             | Résultats |
| Grand Prix d'Allemagne        | Nürburg        | 14 juillet   | Louis Chiron            | Bugatti                | Résultats |
| Coppa Montenero               | Montenero      | 21 juillet   | Achille Varzi           | Alfa Romeo             | Résultats |
| Grand Prix de Saint-Sébastien | Lasarte        | 25 juillet   | Louis Chiron            | Bugatti                | Résultats |
| Grand Prix du Comminges       | Saint-Gaudens  | 18 août      | Philippe Étancelin      | Bugatti                | Résultats |
| Grand Prix de la Baule        | La Baule       | 22 août      | Philippe Étancelin      | Bugatti                | Résultats |
| Grand Prix de Monza           | Monza          | 15 septembre | Achille Varzi           | Alfa Romeo             | Résultats |
| Circuito di Cremona           | Crémone        | 29 septembre | Gastone Brilli-Peri     | Alfa Romeo             | Résultats |
| Grand Prix de Tunisie         | Le Bardo       | 17 novembre  | Gastone Brilli-Peri     | Alfa Romeo             | Résultats |